# Eustrotia trigridula
Eustrotia trigridula är en fjärilsart som beskrevs av Herrich-Schäffer 1868. Eustrotia trigridula ingår i släktet Eustrotia och familjen nattflyn. Inga underarter finns listade i Catalogue of Life.